# Johann David Cube
Johann David Cube (auch Johann David Cube d.J; * 14. März 1724 in Groß Neuendorf; † 5. Dezember 1791 in Berlin) war ein lutherischer Theologe, Pastor und Verfasser von theologischen Schriften.

## Werdegang

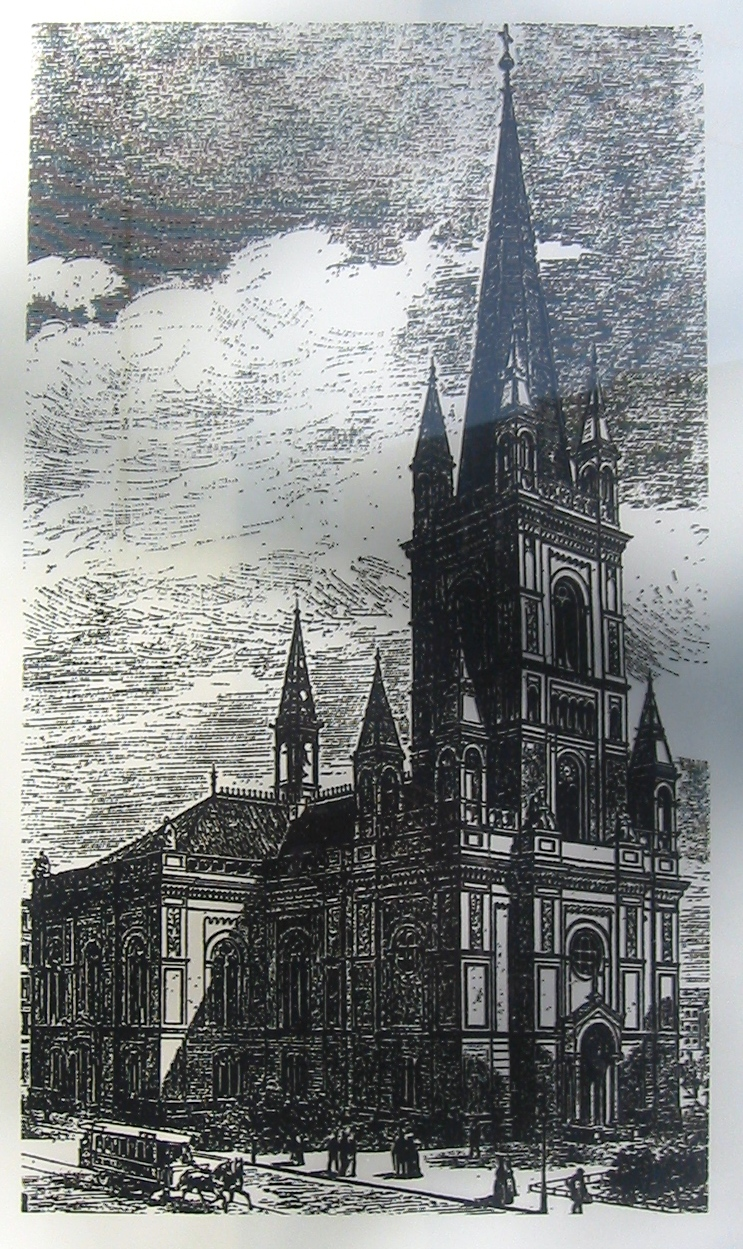
Jerusalemkirche nach dem Umbau von 1878/1879

Über seine Kindheit und Jugend liegen den Historikern nur wenige Erkenntnisse vor. Im Alter von 14 Jahren verließ er das großväterliche Haus und setzte seine Schulausbildung am Gymnasium zum Grauen Kloster in Berlin fort. Die Schwerpunkte seines Lernens lagen in der Theologie, Philosophie, Philologie und dem Studium über hebräische Dichter. 1742, im 17. Lebensjahr, hat er wahrscheinlich sein akademisches Studium in Frankfurt an der Oder, an der Brandenburgischen Universität Frankfurt, aufgenommen. Später wechselte er an die Universität Halle, wo ihn besonders Sigmund Jakob Baumgarten prägte. Nach seinem Abschluss kehrte er in seine elterliche Heimat Groß-Neuendorf zurück. Er beabsichtigte, keine feste Stellung einzugehen; vielmehr wollte er als freigeistiger Theologe eine schriftstellerische Tätigkeit aufnehmen.
Um seinen Lebensunterhalt zu sichern, nahm er um 1750 die Stelle als Hofmeister im Hause des Herrn von Waldow im Mecklenburgischen an. Hier lernte er seine zukünftige Ehefrau Judith Wilhelmine Carita kennen, die als Gouvernante im Hause Waldow diente. 1752 wurde er zum dritten Prediger in der Stadtkirche zu Küstrin berufen. In den Wirren des Siebenjährigen Krieges verließ er 1759 mit seiner Familie Küstrin und zog nach Berlin, wo er in der Jerusalemkirche die dritte Predigerstelle erhielt. 1777 rückte er auf die zweite Pfarrstelle vor und machte er sich als poetischer und literarischer Zeitgeist einen Ruf. Er starb am 5. Dezember 1791 im Kreise seiner Familie und wurde in aller Stille beigesetzt. Seine umfangreiche Bibliothek über die alten Klassiker, Kirchenväter und Exegesen der Heiligen Schrift wurde öffentlich versteigert.

## Schriften (Auswahl)
- Anmerkungen über Doct. C. A. Heumanns Erweis, daß die Lehre der reformirten Kirche von dem heiligen Abendmahle die rechte und wahre sey. Leipzig 1764 (Digitalisat).
- Poetische und prosaische Übersetzung des Buches Hiob. Drei Teile, Berlin 1769–1771.
- Jesaias metrisch übersetzt mit Anmerkungen. Zwei Teile, Berlin 1785 und 1786.
- Über den Tod des Königs. Decker, Berlin 1786 (Digitalisat).
- Vermischte poetische und prosaische Schriften. Berlin 1798 (Digitalisat).